# ルシン人
ルシン人（ルシンじん、ルシン語: Русины；ウクライナ語：русини；ルシーン人とも）は、ウクライナ語の方言とされるルシン語を話すスラヴ人の民族集団である。ルーマニア、スロヴァキア、セルビア、ウクライナなど東ヨーロッパ各地に広く住む。

## 概要
ルーシ人が19世紀から20世紀初めにかけて「ウクライナ人」として民族意識が形成されていく中、ルシン人はそれを受け入れてこなかった少数民族を起源に持つ。こうした現象は1945年以降のソヴィエト政権下のカルパチアやポーランド政府、そして1950年代前半までのチェコスロヴァキア政府が「ルシン人」という名称の使用を禁止していたことによる。今ではスロヴァキア、ポーランド、ハンガリー、チェコそしてセルビア政府が「ルシン人」と公式に少数民族として認めている。2007年、ウクライナのザカルパッチャ州で初めて独立した民族であると認められた。ウクライナ国内のルシン人がウクライナ国籍を持ち、そのほとんどがウクライナ人としての民族意識を持っているのに対し、現在ルシン人としての民族意識を有している人々の多くはウクライナ国外に住んでいる。
ルシン人の数は約120万人と見積もられているが、自分がルシン人であると認識しているのは55,000人にとどまる。ルシン人という民族分類には異論も多く、ルシン人は広義的なルーシ人であり、ロシア人、ウクライナ人、ベラルーシ人とは別の独立した東スラヴ人の一派であるとされる他方ではウクライナ人の下位集団に含める説もある。

## 関連文献
- 服部倫卓, 原田義也 編『ウクライナを知るための65章』明石書店〈エリア・スタディーズ〉、2018年。
  - 貞包和寛『ウクライナ、ルシン、レムコの多層的な関係』。